# Іоан Жолдя
Іоан Жолдя (рум. Ioan Joldea) — господар Молдови у вересні 1552 року.

## Правління
Іоан Жолдя, молдавський боярин у ранзі коміса, був обраний володарем у таборі в селі Цецора боярами Стурзи та Могили після вбивства Стефана VI Рареша 8 вересня 1552 року. Це сталося за підтримки вдови Петру IV Рареша Олени, яка прагнула вберегти 10-річного сина Костянтина від бояр. Щоб забезпечити право Іоана на престол, Олена видала за нього заміж дочку Руксандру. Події в Молдові викликали занепокоєння при дворі польського короля в Кракові, оскільки Сигізмунд II Август збирався звести на престол Молдавії Олександра Лопушанина, сина Богдана III Сліпого. Щоб отримати формальне право посісти престол, Жолдя одружився із Руксандрою, доньку Петру IV Рареша.
Жолдя прямував до Сучави, щоб бути помазаним владикою, але його помилкою була зупинка в селі Шипоте. Лопушанин за підтримки вельмож Сенявіського та ворника Йона Моцока схопив Жолдю, княгиню Олену та її сина Костянтина і вірних їм бояр. Іоану Жолді відрубали ніс, а згодом його примусово постригли в ченці.